# Jussy-le-Chaudrier
Jussy-le-Chaudrier è un comune francese di 632 abitanti situato nel dipartimento del Cher, nella regione del Centro-Valle della Loira.

## Società

### Evoluzione demografica
Abitanti censiti